# NGC 4308
NGC 4308 هي مجرة إهليلجية تقع في كوكبة الهلبة (كوكبة).

## وصلات خارجية
- NGC 4308 على موقع ويكي سكاي: DSS2, SDSS, GALEX, IRAS, Hydrogen α, X-Ray, Astrophoto, Sky Map, Articles and images